# Lades
Lades (Ladas, Λάδας) fou un famós corredor nadiu de Lacònia que va guanyar la victòria a Olímpia i va morir poc després. Se li va dedicar un monument a la vora del riu Eurotes. A Arcàdia un estadi portà el seu nom a Orcomen. Una estàtua seva, feta per Miró, era al temple d'Apol·lo a Argos.